# Boris Fjodorowitsch Speranski
Boris Fjodorowitsch Speranski (russisch Борис Фёдорович Сперанский; * 4. Augustjul. / 16. August 1885greg. im Dorf Kamenka, Ujesd Kirsanow; † 30. Dezember 1956 in Tomsk) war ein russisch-sowjetischer Revolutionär, Geologe und Hochschullehrer.

## Leben
Speranski, Sohn des Arztes Fedor Wassiljewitsch Speranski (1854–1922), besuchte die Realschule in Tambow und wurde wegen politischer Unzuverlässigkeit aus der 5. Klasse entlassen. Ein Jahr später trat er in die private Fiedler-Realschule in Moskau ein (Abschluss 1904). Darauf begann er das Studium am Kiewer Polytechnischen Institut in der Mechanik-Abteilung.
Im Frühjahr 1905 während der Russische Revolution beteiligte sich Speranski an revolutionären Aktivitäten, so dass er wegen drohender Verhaftung in den Untergrund ging und ins Ausland floh. Während seines zweimonatigen Aufenthalts in Paris schloss er sich einer kommunistisch-anarchistischen Gruppe an. Nach einem kurzen Aufenthalt in Berlin kehrte er mit viel illegaler Literatur illegal nach Russland zurück. Bis zum Oktobermanifest blieb er im Untergrund, organisierte anarchistische Kreise in Südrussland und beteiligte sich an Kampfaktionen. Nach dem Oktobermanifest kehrte er mit zwei Genossen nach Tambow zurück, gründete eine Untergrunddruckerei und organisierte Gruppen von Gleichgesinnten. Bald musste er wieder in den Untergrund gehen und Tambow verlassen. Er nahm an den Straßenkämpfen während des Aufstands im Dezember 1905 in Moskau teil. Darauf setzte er seine Propaganda- und Organisationsarbeit unter dem Namen Alexander Popow in St. Petersburg fort. Er schloss sich der dortigen kommunistisch-anarchistischen Gruppe an, mit der zusammen er nach dem Verrat eines Provokateurs verhaftet wurde. Nach 9 Monaten in der Peter-und-Paul-Festung und im Kresty-Gefängnis wurde er zu 15 Jahren Katorga verurteilt mit Reduzierung auf 10 Jahre seiner Jugend wegen. Mit einer Gruppe von Genossen kam er in die Festung Schlüsselburg. Nach einem Fluchtversuch mit Verwundung durch einen Wachtposten wurde er vom Militärgericht zur Todesstrafe verurteilt, die seiner Jugend wegen durch 20 Jahre Katorga ersetzt wurde. Er verbüßte die Strafe in Moskau in der Butyrka-Katorga-Zentrale, in der sich in dieser Zeit auch Nestor Machno und Pjotr Andrejewitsch Arschinow befanden.
Nach der Februarrevolution 1917 kam Speranski aufgrund einer allgemeinen Amnestie der Provisorische Regierung mit einer schweren Tuberkuloseerkrankung frei. Er arbeitete einige Zeit als Sekretär des Sowjets der Arbeiter- und Bauerndeputierten in Tambow, aber er blieb seiner kommunistisch-anarchistischen Gesinnung treu. Er ging dann nach Tomsk, um als Gasthörer am Tomsker Polytechnischen Institut (TTI) sein Studium wieder aufzunehmen. Aus der politischen Tätigkeit zog er sich zurück.
Nach der Oktoberrevolution und Beginn des Russischen Bürgerkriegs beteiligte sich Speranski ab dem Herbst 1918 an der Arbeit des Sibirischen Geologie-Komitees Sibgeolkom. Ab dem Frühjahr 1921 leitete er Prospektionsgruppen der Organisation Sibpromraswedka und Kohle- und Torf-Erkundungen in Nowonikolajewsk. Er untersuchte das Gorlowo-Kohle-Becken am rechten Ufer des Ob im Rajon Iskitim und entdeckte die bedeutende Listwjanski-Steinkohle-Lagerstätte. Im Frühjahr 1923 schloss er das Studium am TTI in der Bergbau-Fakultät als Prospektor ab.
Im Sommer 1923 begab sich Speranski in den Nordwestteil des Rajons Salair. 1925 führte er auf eigene Kosten einige Monate lang geologische Untersuchungen am Oberlauf des Flusses Ur (Nebenfluss der Inja) durch. Er erkundete das Gebiet zwischen Nowonikolajewsk und Kusnezk-Sibirski. 1928 war er Berater bei der Wiederherstellung der Eisenbahnstrecke Atschinsk-Minussinsk nach einem Dammbruch. Im Auftrag der Tomsker Eisenbahnverwaltung untersuchte er die hydrologische Situation am Son-Tunnel auf der Strecke Atschinsk-Tigei, um Wassereinbrüche und Vereisungen abwenden zu können.
Ab 1931 führte Speranski Untersuchungen im Nordwest-Altai und dann auf dem Salairrücken durch. Daneben war er Berater bei den Arbeiten des Goldbergbau-Trusts Sojussoloto und des Büros Zinkstroi. 1934 untersuchte er detailliert das Erzvorkommen und die Tektonik im Gurjewsk-Salair-Gebiet. Als Erster ordnete er die hügelige Oberfläche des Salairrückens der Oberkreide zu und schlug weitere geomorphologische Untersuchungen vor.
Seit 1926 lehrte Speranski neben seiner Forschungstätigkeit als außerordentlicher Dozent an der Staatlichen Universität Tomsk (TGU) und weiteren Tomsker Hochschulen. 1934–1936 leitete er als außerordentlicher Professor den Lehrstuhl für Allgemeine Geologie der Fakultät für Geologie, Bodenkunde und Geographie der TGU.
Während des Internationalen Geologenkongresses 1937 in Moskau leitete Speranski zusammen mit Michail Antonowitsch Ussow die transkontinentale Kongress-Exkursion nach Westsibirien. Für die Westsibirische Geologie-Verwaltung in Nowosibirsk leitete Speranski 1939–1942 die Arbeiten zur Erstellung der ersten geologischen Übersichtskarte von Westsibirien. Während des Deutsch-Sowjetischen Kriegs beriet er die Rüstungsindustrie und Prospektionsgruppen. Zusammen mit Ariadna Leonidowna Matwejewskaja entdeckte er in Westsibirien eine Zinn-Lagerstätte. 1944–1946 war er nebenamtlich Wissenschaftlicher Senior-Mitarbeiter des Laboratoriums für Erdöl und Erdgas der Westsibirischen Filiale der Akademie der Wissenschaften der UdSSR. 1948 verteidigte er mit Erfolg seine Dissertation für die Promotion zum Doktor der geologisch-mineralogischen Wissenschaften.
Am 14. Mai 1949 wurde Speranski aufgrund einer Denunziation der Prawda-Korrespondentin A. F. Schestakowa verhaftet im Zusammenhang mit dem Krasnojarsker Geologen-Prozess wie auch Alexei Alexandrowitsch Balandin, Jakow Samoilowitsch Edelstein, Iossif Fjodorowitsch Grigorjew, Alexander Grigorjewitsch Wologdin, Michail Petrowitsch Russakow, Michail Michailowitsch Tetjajew, Wladimir Michailowitsch Kreiter, Lew Iossifowitsch Schamanski, Wjatscheslaw Wjatscheslawowitsch Bogazki, Wladimir Klimentjewitsch Kotulski, Alexander Jakowlewitsch Bulynnikow, Jewgeni Ossipowitsch Pogrebizki, Igor Wladimirowitsch Lutschizki, Wenedikt Andrejewitsch Chachlow, Felix Nikolajewitsch Schachow und weitere Geologen. Nach der Haft in der Butyrka wurde Speranski am 28. Oktober 1950 von der Sonderkonferenz des NKWD nach Artikel 58 des Strafgesetzbuches der RSFSR wegen Sabotage bei der Suche nach Uranvorkommen in Sibirien zu 25 Jahren Arbeitslagerhaft verurteilt. Nach Stalins Tod wurde Speranski am 31. März 1954 wegen fehlender Beweise rehabilitiert und freigelassen.
Nach der Freilassung kehrte Speranski in das Laboratorium für Erdöl und Erdgas zurück, erforschte weiter die Geologie der westsibirischen Ebene und betreute Aspiranten.
Nach Speranskis Tod wurde der Speranski-Preis für die beste Arbeit über die Geologie Westsibiriens gestiftet.

## Ehrungen, Preise
- Leninorden